# Tour de Guangxi 2018
El Tour de Guangxi 2018 fou la 2a edició del Tour de Guangxi. Es desenvolupà entre el 16 i el 21 d'octubre de 2018 amb un recorregut de 911,4 km, repartits entre 6 etapes. Va ser l'última prova de l'UCI World Tour 2018.
El vencedor final fou l'italià Gianni Moscon (Team Sky), que s'imposà per 9" a l'austríac Felix Großschartner (Bora-Hansgrohe) i amb 14" al rus Sergey Chernetskiy (Team Astana).

## Equips participants
| WorldTeams (18)- AG2R La Mondiale - Astana - Bahrain-Merida - BMC Racing Team - Bora-Hansgrohe - Dimension Data - EF Education First-Drapac p/b Cannondale - Groupama-FDJ - Katusha-Alpecin - Lotto NL-Jumbo - Lotto Soudal - Mitchelton-Scott - Movistar Team - Quick-Step Floors - Sky - Team Sunweb - Trek-Segafredo - UAE Team Emirates |
| |

## Etapes
| Etapa    | Data      | Ciutats d'etapa         | type                    | Distància (km) | Vencedor de l'etapa | Líder de la general |
| -------- | --------- | ----------------------- | ----------------------- | -------------- | ------------------- | ------------------- |
| 1a etapa | 16 de oct | Beihai – Beihai         | etapa plana             | 107,4          | Dylan Groenewegen   | Dylan Groenewegen   |
| 2a etapa | 17 de oct | Beihai – Qinzhou        | etapa plana             | 145,2          | Pascal Ackermann    | Dylan Groenewegen   |
| 3a etapa | 18 de oct | Nanning – Nanning       | etapa plana             | 125,4          | Fabio Jakobsen      | Fabio Jakobsen      |
| 4a etapa | 19 de oct | Nanning – Mashan County | etapa de mitja muntanya | 152,2          | Gianni Moscon       | Gianni Moscon       |
| 5a etapa | 20 de oct | Liuzhou – Guilin        | etapa de mitja muntanya | 212,2          | Matteo Trentin      | Gianni Moscon       |
| 6a etapa | 21 de oct | Guilin – Guilin         | etapa de mitja muntanya | 169            | Fabio Jakobsen      | Gianni Moscon       |

### Etapa 1
| \| Classificació de l'etapa \| Classificació de l'etapa \| Classificació de l'etapa \| Classificació de l'etapa \| Classificació de l'etapa \| \| Corredor \| Corredor \| Equip \| Temps \| \| \| ------------------------ \| --------------------------- \| ------------------------ \| ------------------------ \| ------------------------ \| \| 1r \| Dylan Groenewegen \| LottoNL-Jumbo \| 2h 21' 45" \| \| \| 2n \| Max Walscheid \| Team Sunweb \| + 0" \| \| \| 3r \| Fabio Jakobsen \| Quick-Step Floors \| + 0" \| \| \| 4t \| Pascal Ackermann \| Bora-Hansgrohe \| + 0" \| \| \| 5è \| Matteo Trentin \| Mitchelton-Scott \| + 0" \| \| \| 6è \| Reinardt Janse van Rensburg \| Dimension Data \| + 0" \| \| \| 7è \| Arnaud Démare \| Groupama-FDJ \| + 0" \| \| \| 8è \| Jasper Stuyven \| Trek-Segafredo \| + 0" \| \| \| 9è \| Enzo Wouters \| Lotto-Soudal \| + 0" \| \| \| 10è \| Clément Venturini \| AG2R La Mondiale \| + 0" \| \| |                             |                   |            |
| |                             |                   |            |
| Font: ProCyclingStats |                             |                   |            |
| Classificació de l'etapa |                             |                   |            |
| Corredor | Corredor                    | Equip             | Temps      |
| 1r | Dylan Groenewegen           | LottoNL-Jumbo     | 2h 21' 45" |
| 2n | Max Walscheid               | Team Sunweb       | + 0"       |
| 3r | Fabio Jakobsen              | Quick-Step Floors | + 0"       |
| 4t | Pascal Ackermann            | Bora-Hansgrohe    | + 0"       |
| 5è | Matteo Trentin              | Mitchelton-Scott  | + 0"       |
| 6è | Reinardt Janse van Rensburg | Dimension Data    | + 0"       |
| 7è | Arnaud Démare               | Groupama-FDJ      | + 0"       |
| 8è | Jasper Stuyven              | Trek-Segafredo    | + 0"       |
| 9è | Enzo Wouters                | Lotto-Soudal      | + 0"       |
| 10è | Clément Venturini           | AG2R La Mondiale  | + 0"       |

| \| Classificació general \| Classificació general \| Classificació general \| Classificació general \| Classificació general \| \| Corredor \| Corredor \| Equip \| Temps \| \| \| --------------------- \| --------------------------- \| --------------------- \| --------------------- \| --------------------- \| \| 1r \| Dylan Groenewegen \| LottoNL-Jumbo \| 2h 21' 35" \| \| \| 2n \| Silvan Dillier \| AG2R La Mondiale \| + 2" \| \| \| 3r \| Max Walscheid \| Team Sunweb \| + 4" \| \| \| 4t \| Fabio Jakobsen \| Quick-Step Floors \| + 6" \| \| \| 5è \| Andrí Hrivko \| Astana \| + 6" \| \| \| 6è \| Marco Haller \| Katusha-Alpecin \| + 7" \| \| \| 7è \| Jay Robert Thomson \| Dimension Data \| + 9" \| \| \| 8è \| Pascal Ackermann \| Bora-Hansgrohe \| + 10" \| \| \| 9è \| Matteo Trentin \| Mitchelton-Scott \| + 10" \| \| \| 10è \| Reinardt Janse van Rensburg \| Dimension Data \| + 10" \| \| |                             |                   |            |
| |                             |                   |            |
| Font: ProCyclingStats |                             |                   |            |
| Classificació general |                             |                   |            |
| Corredor | Corredor                    | Equip             | Temps      |
| 1r | Dylan Groenewegen           | LottoNL-Jumbo     | 2h 21' 35" |
| 2n | Silvan Dillier              | AG2R La Mondiale  | + 2"       |
| 3r | Max Walscheid               | Team Sunweb       | + 4"       |
| 4t | Fabio Jakobsen              | Quick-Step Floors | + 6"       |
| 5è | Andrí Hrivko                | Astana            | + 6"       |
| 6è | Marco Haller                | Katusha-Alpecin   | + 7"       |
| 7è | Jay Robert Thomson          | Dimension Data    | + 9"       |
| 8è | Pascal Ackermann            | Bora-Hansgrohe    | + 10"      |
| 9è | Matteo Trentin              | Mitchelton-Scott  | + 10"      |
| 10è | Reinardt Janse van Rensburg | Dimension Data    | + 10"      |

### Etapa 2
| \| Classificació de l'etapa \| Classificació de l'etapa \| Classificació de l'etapa \| Classificació de l'etapa \| Classificació de l'etapa \| \| Corredor \| Corredor \| Equip \| Temps \| \| \| ------------------------ \| ------------------------ \| ------------------------- \| ------------------------ \| ------------------------ \| \| 1r \| Pascal Ackermann \| Bora-Hansgrohe \| 3h 18' 58" \| \| \| 2n \| Fabio Jakobsen \| Quick-Step Floors \| + 0" \| \| \| 3r \| Dylan Groenewegen \| LottoNL-Jumbo \| + 0" \| \| \| 4t \| Lawrence Naesen \| Lotto-Soudal \| + 0" \| \| \| 5è \| Clément Venturini \| AG2R La Mondiale \| + 0" \| \| \| 6è \| Max Walscheid \| Team Sunweb \| + 0" \| \| \| 7è \| Matteo Trentin \| Mitchelton-Scott \| + 0" \| \| \| 8è \| Jenthe Biermans \| Katusha-Alpecin \| + 0" \| \| \| 9è \| Enzo Wouters \| Lotto-Soudal \| + 0" \| \| \| 10è \| Daniel McLay \| EF Education First-Drapac \| + 0" \| \| |                   |                           |            |
| |                   |                           |            |
| Font: ProCyclingStats |                   |                           |            |
| Classificació de l'etapa |                   |                           |            |
| Corredor | Corredor          | Equip                     | Temps      |
| 1r | Pascal Ackermann  | Bora-Hansgrohe            | 3h 18' 58" |
| 2n | Fabio Jakobsen    | Quick-Step Floors         | + 0"       |
| 3r | Dylan Groenewegen | LottoNL-Jumbo             | + 0"       |
| 4t | Lawrence Naesen   | Lotto-Soudal              | + 0"       |
| 5è | Clément Venturini | AG2R La Mondiale          | + 0"       |
| 6è | Max Walscheid     | Team Sunweb               | + 0"       |
| 7è | Matteo Trentin    | Mitchelton-Scott          | + 0"       |
| 8è | Jenthe Biermans   | Katusha-Alpecin           | + 0"       |
| 9è | Enzo Wouters      | Lotto-Soudal              | + 0"       |
| 10è | Daniel McLay      | EF Education First-Drapac | + 0"       |

| \| Classificació general \| Classificació general \| Classificació general \| Classificació general \| Classificació general \| \| Corredor \| Corredor \| Equip \| Temps \| \| \| --------------------- \| --------------------- \| --------------------- \| --------------------- \| --------------------- \| \| 1r \| Dylan Groenewegen \| LottoNL-Jumbo \| 5h 40' 29" \| \| \| 2n \| Pascal Ackermann \| Bora-Hansgrohe \| + 4" \| \| \| 3r \| Fabio Jakobsen \| Quick-Step Floors \| + 4" \| \| \| 4t \| Silvan Dillier \| AG2R La Mondiale \| + 6" \| \| \| 5è \| Andrí Hrivko \| Astana \| + 6" \| \| \| 6è \| Rémi Cavagna \| Quick-Step Floors \| + 6" \| \| \| 7è \| Max Walscheid \| Team Sunweb \| + 8" \| \| \| 8è \| Alex Dowsett \| Katusha-Alpecin \| + 8" \| \| \| 9è \| Marco Haller \| Katusha-Alpecin \| + 11" \| \| \| 10è \| Jay Robert Thomson \| Dimension Data \| + 13" \| \| |                    |                   |            |
| |                    |                   |            |
| Font: ProCyclingStats |                    |                   |            |
| Classificació general |                    |                   |            |
| Corredor | Corredor           | Equip             | Temps      |
| 1r | Dylan Groenewegen  | LottoNL-Jumbo     | 5h 40' 29" |
| 2n | Pascal Ackermann   | Bora-Hansgrohe    | + 4"       |
| 3r | Fabio Jakobsen     | Quick-Step Floors | + 4"       |
| 4t | Silvan Dillier     | AG2R La Mondiale  | + 6"       |
| 5è | Andrí Hrivko       | Astana            | + 6"       |
| 6è | Rémi Cavagna       | Quick-Step Floors | + 6"       |
| 7è | Max Walscheid      | Team Sunweb       | + 8"       |
| 8è | Alex Dowsett       | Katusha-Alpecin   | + 8"       |
| 9è | Marco Haller       | Katusha-Alpecin   | + 11"      |
| 10è | Jay Robert Thomson | Dimension Data    | + 13"      |

### Etapa 3
| \| Classificació de l'etapa \| Classificació de l'etapa \| Classificació de l'etapa \| Classificació de l'etapa \| Classificació de l'etapa \| \| Corredor \| Corredor \| Equip \| Temps \| \| \| ------------------------ \| ------------------------ \| ------------------------ \| ------------------------ \| ------------------------ \| \| 1r \| Fabio Jakobsen \| Quick-Step Floors \| 2h 43' 54" \| \| \| 2n \| Pascal Ackermann \| Bora-Hansgrohe \| + 0" \| \| \| 3r \| Max Walscheid \| Team Sunweb \| + 0" \| \| \| 4t \| Dylan Groenewegen \| LottoNL-Jumbo \| + 0" \| \| \| 5è \| Arnaud Démare \| Groupama-FDJ \| + 0" \| \| \| 6è \| Riccardo Minali \| Astana \| + 0" \| \| \| 7è \| Enzo Wouters \| Lotto-Soudal \| + 0" \| \| \| 8è \| Luka Mezgec \| Mitchelton-Scott \| + 0" \| \| \| 9è \| Clément Venturini \| AG2R La Mondiale \| + 0" \| \| \| 10è \| Roger Kluge \| Mitchelton-Scott \| + 0" \| \| |                   |                   |            |
| |                   |                   |            |
| Font: ProCyclingStats |                   |                   |            |
| Classificació de l'etapa |                   |                   |            |
| Corredor | Corredor          | Equip             | Temps      |
| 1r | Fabio Jakobsen    | Quick-Step Floors | 2h 43' 54" |
| 2n | Pascal Ackermann  | Bora-Hansgrohe    | + 0"       |
| 3r | Max Walscheid     | Team Sunweb       | + 0"       |
| 4t | Dylan Groenewegen | LottoNL-Jumbo     | + 0"       |
| 5è | Arnaud Démare     | Groupama-FDJ      | + 0"       |
| 6è | Riccardo Minali   | Astana            | + 0"       |
| 7è | Enzo Wouters      | Lotto-Soudal      | + 0"       |
| 8è | Luka Mezgec       | Mitchelton-Scott  | + 0"       |
| 9è | Clément Venturini | AG2R La Mondiale  | + 0"       |
| 10è | Roger Kluge       | Mitchelton-Scott  | + 0"       |

| \| Classificació general \| Classificació general \| Classificació general \| Classificació general \| Classificació general \| \| Corredor \| Corredor \| Equip \| Temps \| \| \| --------------------- \| --------------------- \| --------------------- \| --------------------- \| --------------------- \| \| 1r \| Fabio Jakobsen \| Quick-Step Floors \| 8h 24' 17" \| \| \| 2n \| Pascal Ackermann \| Bora-Hansgrohe \| + 4" \| \| \| 3r \| Dylan Groenewegen \| LottoNL-Jumbo \| + 6" \| \| \| 4t \| Max Walscheid \| Team Sunweb \| + 10" \| \| \| 5è \| Silvan Dillier \| AG2R La Mondiale \| + 12" \| \| \| 6è \| Andrí Hrivko \| Astana \| + 12" \| \| \| 7è \| Rémi Cavagna \| Quick-Step Floors \| + 12" \| \| \| 8è \| Alex Dowsett \| Katusha-Alpecin \| + 14" \| \| \| 9è \| Owain Doull \| Team Sky \| + 15" \| \| \| 10è \| Jasha Sütterlin \| Movistar Team \| + 17" \| \| |                   |                   |            |
| |                   |                   |            |
| Font: ProCyclingStats |                   |                   |            |
| Classificació general |                   |                   |            |
| Corredor | Corredor          | Equip             | Temps      |
| 1r | Fabio Jakobsen    | Quick-Step Floors | 8h 24' 17" |
| 2n | Pascal Ackermann  | Bora-Hansgrohe    | + 4"       |
| 3r | Dylan Groenewegen | LottoNL-Jumbo     | + 6"       |
| 4t | Max Walscheid     | Team Sunweb       | + 10"      |
| 5è | Silvan Dillier    | AG2R La Mondiale  | + 12"      |
| 6è | Andrí Hrivko      | Astana            | + 12"      |
| 7è | Rémi Cavagna      | Quick-Step Floors | + 12"      |
| 8è | Alex Dowsett      | Katusha-Alpecin   | + 14"      |
| 9è | Owain Doull       | Team Sky          | + 15"      |
| 10è | Jasha Sütterlin   | Movistar Team     | + 17"      |

### Etapa 4
| \| Classificació de l'etapa \| Classificació de l'etapa \| Classificació de l'etapa \| Classificació de l'etapa \| Classificació de l'etapa \| \| Corredor \| Corredor \| Equip \| Temps \| \| \| ------------------------ \| ------------------------- \| ------------------------- \| ------------------------ \| ------------------------ \| \| 1r \| Gianni Moscon \| Team Sky \| 3h 38' 02" \| \| \| 2n \| Felix Großschartner \| Bora-Hansgrohe \| + 5" \| \| \| 3r \| Serguei Txernetski \| Astana \| + 8" \| \| \| 4t \| Carlos Verona Quintanilla \| Mitchelton-Scott \| + 11" \| \| \| 5è \| Rigoberto Urán \| EF Education First-Drapac \| + 11" \| \| \| 6è \| Luis León Sánchez Gil \| Astana \| + 15" \| \| \| 7è \| Rémi Cavagna \| Quick-Step Floors \| + 15" \| \| \| 8è \| Rubén Fernández Andújar \| Movistar Team \| + 15" \| \| \| 9è \| Davide Villella \| Astana \| + 18" \| \| \| 10è \| Jan Polanc \| UAE Team Emirates \| + 18" \| \| |                           |                           |            |
| |                           |                           |            |
| Font: ProCyclingStats |                           |                           |            |
| Classificació de l'etapa |                           |                           |            |
| Corredor | Corredor                  | Equip                     | Temps      |
| 1r | Gianni Moscon             | Team Sky                  | 3h 38' 02" |
| 2n | Felix Großschartner       | Bora-Hansgrohe            | + 5"       |
| 3r | Serguei Txernetski        | Astana                    | + 8"       |
| 4t | Carlos Verona Quintanilla | Mitchelton-Scott          | + 11"      |
| 5è | Rigoberto Urán            | EF Education First-Drapac | + 11"      |
| 6è | Luis León Sánchez Gil     | Astana                    | + 15"      |
| 7è | Rémi Cavagna              | Quick-Step Floors         | + 15"      |
| 8è | Rubén Fernández Andújar   | Movistar Team             | + 15"      |
| 9è | Davide Villella           | Astana                    | + 18"      |
| 10è | Jan Polanc                | UAE Team Emirates         | + 18"      |

| \| Classificació general \| Classificació general \| Classificació general \| Classificació general \| Classificació general \| \| Corredor \| Corredor \| Equip \| Temps \| \| \| --------------------- \| ------------------------- \| ------------------------- \| --------------------- \| --------------------- \| \| 1r \| Gianni Moscon \| Team Sky \| 12h 02' 29" \| \| \| 2n \| Felix Großschartner \| Bora-Hansgrohe \| + 9" \| \| \| 3r \| Serguei Txernetski \| Astana \| + 14" \| \| \| 4t \| Rémi Cavagna \| Quick-Step Floors \| + 17" \| \| \| 5è \| Rigoberto Urán \| EF Education First-Drapac \| + 21" \| \| \| 6è \| Carlos Verona Quintanilla \| Mitchelton-Scott \| + 21" \| \| \| 7è \| Rubén Fernández Andújar \| Movistar Team \| + 25" \| \| \| 8è \| Luis León Sánchez Gil \| Astana \| + 25" \| \| \| 9è \| Dries Devenyns \| Quick-Step Floors \| + 27" \| \| \| 10è \| Natnael Berhane \| Dimension Data \| + 28" \| \| |                           |                           |             |
| |                           |                           |             |
| Font: ProCyclingStats |                           |                           |             |
| Classificació general |                           |                           |             |
| Corredor | Corredor                  | Equip                     | Temps       |
| 1r | Gianni Moscon             | Team Sky                  | 12h 02' 29" |
| 2n | Felix Großschartner       | Bora-Hansgrohe            | + 9"        |
| 3r | Serguei Txernetski        | Astana                    | + 14"       |
| 4t | Rémi Cavagna              | Quick-Step Floors         | + 17"       |
| 5è | Rigoberto Urán            | EF Education First-Drapac | + 21"       |
| 6è | Carlos Verona Quintanilla | Mitchelton-Scott          | + 21"       |
| 7è | Rubén Fernández Andújar   | Movistar Team             | + 25"       |
| 8è | Luis León Sánchez Gil     | Astana                    | + 25"       |
| 9è | Dries Devenyns            | Quick-Step Floors         | + 27"       |
| 10è | Natnael Berhane           | Dimension Data            | + 28"       |

### Etapa 5
| \| Classificació de l'etapa \| Classificació de l'etapa \| Classificació de l'etapa \| Classificació de l'etapa \| Classificació de l'etapa \| \| Corredor \| Corredor \| Equip \| Temps \| \| \| ------------------------ \| ------------------------ \| ------------------------ \| ------------------------ \| ------------------------ \| \| 1r \| Matteo Trentin \| Mitchelton-Scott \| 4h 54' 34" \| \| \| 2n \| Pascal Ackermann \| Bora-Hansgrohe \| + 0" \| \| \| 3r \| Jasper Stuyven \| Trek-Segafredo \| + 0" \| \| \| 4t \| Carlos Barbero Cuesta \| Movistar Team \| + 0" \| \| \| 5è \| Lawrence Naesen \| Lotto-Soudal \| + 0" \| \| \| 6è \| Clément Venturini \| AG2R La Mondiale \| + 0" \| \| \| 7è \| Gianni Moscon \| Team Sky \| + 0" \| \| \| 8è \| Natnael Berhane \| Dimension Data \| + 0" \| \| \| 9è \| José Gonçalves Maciel \| Katusha-Alpecin \| + 0" \| \| \| 10è \| Jenthe Biermans \| Katusha-Alpecin \| + 0" \| \| |                       |                  |            |
| |                       |                  |            |
| Font: ProCyclingStats |                       |                  |            |
| Classificació de l'etapa |                       |                  |            |
| Corredor | Corredor              | Equip            | Temps      |
| 1r | Matteo Trentin        | Mitchelton-Scott | 4h 54' 34" |
| 2n | Pascal Ackermann      | Bora-Hansgrohe   | + 0"       |
| 3r | Jasper Stuyven        | Trek-Segafredo   | + 0"       |
| 4t | Carlos Barbero Cuesta | Movistar Team    | + 0"       |
| 5è | Lawrence Naesen       | Lotto-Soudal     | + 0"       |
| 6è | Clément Venturini     | AG2R La Mondiale | + 0"       |
| 7è | Gianni Moscon         | Team Sky         | + 0"       |
| 8è | Natnael Berhane       | Dimension Data   | + 0"       |
| 9è | José Gonçalves Maciel | Katusha-Alpecin  | + 0"       |
| 10è | Jenthe Biermans       | Katusha-Alpecin  | + 0"       |

| \| Classificació general \| Classificació general \| Classificació general \| Classificació general \| Classificació general \| \| Corredor \| Corredor \| Equip \| Temps \| \| \| --------------------- \| ------------------------- \| ------------------------- \| --------------------- \| --------------------- \| \| 1r \| Gianni Moscon \| Team Sky \| 16h 57' 03" \| \| \| 2n \| Felix Großschartner \| Bora-Hansgrohe \| + 9" \| \| \| 3r \| Serguei Txernetski \| Astana \| + 14" \| \| \| 4t \| Rémi Cavagna \| Quick-Step Floors \| + 17" \| \| \| 5è \| Carlos Verona Quintanilla \| Mitchelton-Scott \| + 21" \| \| \| 6è \| Rigoberto Urán \| EF Education First-Drapac \| + 21" \| \| \| 7è \| Rubén Fernández Andújar \| Movistar Team \| + 25" \| \| \| 8è \| Luis León Sánchez Gil \| Astana \| + 25" \| \| \| 9è \| Dries Devenyns \| Quick-Step Floors \| + 27" \| \| \| 10è \| Natnael Berhane \| Dimension Data \| + 28" \| \| |                           |                           |             |
| |                           |                           |             |
| Font: ProCyclingStats |                           |                           |             |
| Classificació general |                           |                           |             |
| Corredor | Corredor                  | Equip                     | Temps       |
| 1r | Gianni Moscon             | Team Sky                  | 16h 57' 03" |
| 2n | Felix Großschartner       | Bora-Hansgrohe            | + 9"        |
| 3r | Serguei Txernetski        | Astana                    | + 14"       |
| 4t | Rémi Cavagna              | Quick-Step Floors         | + 17"       |
| 5è | Carlos Verona Quintanilla | Mitchelton-Scott          | + 21"       |
| 6è | Rigoberto Urán            | EF Education First-Drapac | + 21"       |
| 7è | Rubén Fernández Andújar   | Movistar Team             | + 25"       |
| 8è | Luis León Sánchez Gil     | Astana                    | + 25"       |
| 9è | Dries Devenyns            | Quick-Step Floors         | + 27"       |
| 10è | Natnael Berhane           | Dimension Data            | + 28"       |

### Etapa 6
| \| Classificació de l'etapa \| Classificació de l'etapa \| Classificació de l'etapa \| Classificació de l'etapa \| Classificació de l'etapa \| \| Corredor \| Corredor \| Equip \| Temps \| \| \| ------------------------ \| --------------------------- \| ------------------------- \| ------------------------ \| ------------------------ \| \| 1r \| Fabio Jakobsen \| Quick-Step Floors \| 3h 42' 53" \| \| \| 2n \| Pascal Ackermann \| Bora-Hansgrohe \| + 0" \| \| \| 3r \| Rüdiger Selig \| Bora-Hansgrohe \| + 0" \| \| \| 4t \| Reinardt Janse van Rensburg \| Dimension Data \| + 0" \| \| \| 5è \| Max Walscheid \| Team Sunweb \| + 0" \| \| \| 6è \| Carlos Barbero Cuesta \| Movistar Team \| + 0" \| \| \| 7è \| Matteo Trentin \| Mitchelton-Scott \| + 0" \| \| \| 8è \| Daniel McLay \| EF Education First-Drapac \| + 0" \| \| \| 9è \| Enzo Wouters \| Lotto-Soudal \| + 0" \| \| \| 10è \| Feng Chun-kai \| Bahrain-Merida \| + 0" \| \| |                             |                           |            |
| |                             |                           |            |
| Font: ProCyclingStats |                             |                           |            |
| Classificació de l'etapa |                             |                           |            |
| Corredor | Corredor                    | Equip                     | Temps      |
| 1r | Fabio Jakobsen              | Quick-Step Floors         | 3h 42' 53" |
| 2n | Pascal Ackermann            | Bora-Hansgrohe            | + 0"       |
| 3r | Rüdiger Selig               | Bora-Hansgrohe            | + 0"       |
| 4t | Reinardt Janse van Rensburg | Dimension Data            | + 0"       |
| 5è | Max Walscheid               | Team Sunweb               | + 0"       |
| 6è | Carlos Barbero Cuesta       | Movistar Team             | + 0"       |
| 7è | Matteo Trentin              | Mitchelton-Scott          | + 0"       |
| 8è | Daniel McLay                | EF Education First-Drapac | + 0"       |
| 9è | Enzo Wouters                | Lotto-Soudal              | + 0"       |
| 10è | Feng Chun-kai               | Bahrain-Merida            | + 0"       |

## Classificació final
| \| Classificació general \| Classificació general \| Classificació general \| Classificació general \| Classificació general \| \| Corredor \| Corredor \| Equip \| Temps \| \| \| --------------------- \| ------------------------- \| ------------------------- \| --------------------- \| --------------------- \| \| 1r \| Gianni Moscon \| Team Sky \| 16h 57' 03" \| \| \| 2n \| Felix Großschartner \| Bora-Hansgrohe \| + 9" \| \| \| 3r \| Serguei Txernetski \| Astana \| + 14" \| \| \| 4t \| Rémi Cavagna \| Quick-Step Floors \| + 17" \| \| \| 5è \| Carlos Verona Quintanilla \| Mitchelton-Scott \| + 21" \| \| \| 6è \| Rigoberto Urán \| EF Education First-Drapac \| + 21" \| \| \| 7è \| Rubén Fernández Andújar \| Movistar Team \| + 25" \| \| \| 8è \| Luis León Sánchez Gil \| Astana \| + 25" \| \| \| 9è \| Dries Devenyns \| Quick-Step Floors \| + 27" \| \| \| 10è \| Natnael Berhane \| Dimension Data \| + 28" \| \| |                           |                           |             |
| |                           |                           |             |
| Font: ProCyclingStats |                           |                           |             |
| Classificació general |                           |                           |             |
| Corredor | Corredor                  | Equip                     | Temps       |
| 1r | Gianni Moscon             | Team Sky                  | 16h 57' 03" |
| 2n | Felix Großschartner       | Bora-Hansgrohe            | + 9"        |
| 3r | Serguei Txernetski        | Astana                    | + 14"       |
| 4t | Rémi Cavagna              | Quick-Step Floors         | + 17"       |
| 5è | Carlos Verona Quintanilla | Mitchelton-Scott          | + 21"       |
| 6è | Rigoberto Urán            | EF Education First-Drapac | + 21"       |
| 7è | Rubén Fernández Andújar   | Movistar Team             | + 25"       |
| 8è | Luis León Sánchez Gil     | Astana                    | + 25"       |
| 9è | Dries Devenyns            | Quick-Step Floors         | + 27"       |
| 10è | Natnael Berhane           | Dimension Data            | + 28"       |

## Evolució de les classificacions
| Etapa | Vencedor          | Classificació general | Classificació per punts | Classificació de la muntanya | Classificació del millor jove | Classificació per equips |
| ----- | ----------------- | --------------------- | ----------------------- | ---------------------------- | ----------------------------- | ------------------------ |
| 1     | Dylan Groenewegen | Dylan Groenewegen     | Silvan Dillier          | Silvan Dillier               | Dylan Groenewegen             | AG2R La Mondiale         |
| 2     | Pascal Ackermann  | Dylan Groenewegen     | Dylan Groenewegen       | Silvan Dillier               | Dylan Groenewegen             | AG2R La Mondiale         |
| 3     | Fabio Jakobsen    | Fabio Jakobsen        | Fabio Jakobsen          | Silvan Dillier               | Fabio Jakobsen                | AG2R La Mondiale         |
| 4     | Gianni Moscon     | Gianni Moscon         | Fabio Jakobsen          | Gianni Moscon                | Gianni Moscon                 | Astana                   |
| 5     | Matteo Trentin    | Gianni Moscon         | Pascal Ackermann        | Silvan Dillier               | Gianni Moscon                 | Astana                   |
| 6     | Fabio Jakobsen    | Gianni Moscon         | Fabio Jakobsen          | Silvan Dillier               | Gianni Moscon                 | Astana                   |
| Final | Final             | Gianni Moscon         | Fabio Jakobsen          | Silvan Dillier               | Gianni Moscon                 | Astana                   |